# Matthew Origoya Edile
Matthew Origoya Edile , más conocido como Matthew Edile (Warri, 6 de diciembre de 1990), es un futbolista nigeriano, actualmente juega en el Club Atlètic Castellserà, donde es lateral izquierdo.
Es un jugador que no ha tenido mucha suerte en su proyección futbolístico en España pero que dispone de un gran control de balón, velocista y gran potencia de disparo. 
Únicamente necesita un equipo y un entrenador que le brinde la oportunidad de dar un salto cualitativo al Fútbol Profesional Español.
Mathew Edile jugó con la Unión Deportiva Salamanca, el equipo descendió. En el Unió Esportiva Olot fue pieza titular en el lateral izquierdo y en el Terrassa FC fue pieza indiscutible en el lateral izquierdo. Actualmente se encuentra jugando en Club Atlètic Castellserà.

## Trayectoria

### 2009/10
El 31 de enero de 2009, con 18 años, fichó por tres temporadas más dos opcionales por la UD Salamanca junto con su compatriota Kabiru Akinsola como agente libre. El 31 de marzo de 2009 fue presentado junto con Kabiru Akinsola, aunque no contó con ficha hasta la próxima temporada 2009/10. Al llegar al club charro enfermó de malaria, pero una vez recuperado empezó a entrenar con la primera plantilla del club.
Para la temporada 2009/10 el técnico Juan Carlos Oliva no contaba con él y a pesar de tener ficha con el primer equipo, empezó a jugar con el CD Salmantino.
En una entrevista radiofónica, a su entrenador en Tercera le preguntaron si Edile tenía nivel para jugar en el primer equipo, y dejó entrever en la contestación que era un magnífico jugador para ellos en Tercera, pero que no tenía nivel para 2ª B. El Salmantino descendió a regional de Castilla y León. Aunque con contrato en vigor, al finalizar la temporada fue rescindido.

### 2010/11 - 2011/12
Iniciada la temporada 2010/11, la Unió Esportiva Olot, de la Primera Catalana (quinta categoría) anunció su fichaje en el marco de una ambiciosa política deportiva encaminada al retorno a Tercera División. Edile fue titular indiscutible en el lateral izquierdo.

### 2013/14
Iniciada la temporada 2013/14, el Terrassa FC, de Tercera División Española anunció su fichaje como lateral izquierdo con el objetivo de ascender al equipo a Segunda División B Española.
Se trataba del Nigeriano Matthew Origoya Edile, lateral izquierdo de 22 años, que el fin de semana anterior había conseguido el ascenso con el Olot a la Segunda División "B". El nuevo refuerzo para el conjunto de Miki Carrillo participó incluso en la goleada ante el Arandina, logrando el quinto gol de los de La Garrocha. (03.07.2013)
NOTICIA: http://www.terrassadigital.cat/detall_arxiu/17215/lateral/esquerre/edile/ultim/reforc/terrassa/fc/la/proxima/temporada.html (enlace roto disponible en Internet Archive; véase el historial, la primera versión y la última).
Edile, que se comprometió por una temporada, vino a cubrir la baja que dejaba Javi González en el lateral, ya que no se había llegado a un acuerdo económico con el jugador. El nigeriano había sido pieza clave en los dos ascensos logrados por el Olot, primero en Tercera y luego a la Segunda División B

## Selección nacional

### 2007/08
Fue internacional en la Copa Mundial de Fútbol Sub-17 en Corea del Sur en la que ganó en la tanda de penaltis contra España 0 - 3 marcando el primer gol de la tanda con Nigeria Sub-17 en la Copa Mundial de Fútbol Sub-17 en el 2007.
Derrotaron a España en la final del Mundial sub-17. En esta España campeona de Europa, jugaba gente del nivel de De Gea (Manchester Utd), Aquino (Villareal CF), Bojan (Ajax CF), Fran Mérida (Atlético Paranaense [Serie A Brasil]), Illarramendi(Real Madrid FC), Rochela (Unión Deportiva de la Coruña), Camacho (Málaga CF), Pichu Atienza, etc…
Nigeria eliminó a selecciones como Colombia, Argentina, Alemania y en la final a España y ganó los tres partidos de la fase de grupos a Francia, Japón y Haití.
Partido FINAL U-17 FIFA WORLD CHAMPIONSHIP - Nigeria vs España (Tanda de Penaltis) https://www.youtube.com/watch?v=C70htSVJkEE

### Participaciones en Copas del Mundo

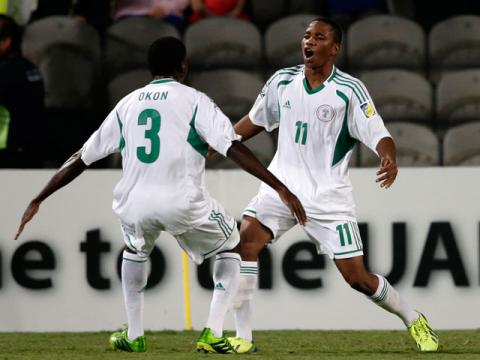
Edile celebrando su gol

| Mundial                     | Sede  | Resultado |
| --------------------------- | ----- | --------- |
| Copa Mundial Sub-17 de 2007 | Corea | Campeón   |

### Copas internacionales
| Título                                 | Equipo              | País          | Año     |
| -------------------------------------- | ------------------- | ------------- | ------- |
| Campeonato del Mundo Sub-17 de la FIFA | Selección Nigeriana | Corea del Sur | 2007/08 |

### Clubes
| Club              | País    | Año         |
| ----------------- | ------- | ----------- |
| W. Sports Academy | Nigeria | 2007 - 2008 |
| UD Salamanca      | España  | 2009 - 2010 |
| UD Salamanca B    | España  | 2009 - 2010 |
| UE Olot           | España  | 2010-2011   |
| UE Olot           | España  | 2011-2012   |
| UE Olot           | España  | 2012-2013   |
| Terrassa FC       | España  | 2013-2014   |
| UE La Jonquera    | España  | 2014-2015   |
| UE La Jonquera    | España  | 2015-2016   |
| CE Banyoles       | España  | 2016-2017   |
| Santa Pau         | España  | 2018-2019   |

- Datos: Q6006489